# Варваризм
Варвари́зм (від грец. barbarismos — властивий іноземцю) — іншомовне або створене за іншомовним зразком слово чи зворот, що зберігають структурні ознаки чужих мов, по-різному пристосовуючись до фонетики, морфології мови-реципієнта. Іншомовні слова або звороти, що суперечать нормам даної мови. Наприклад, запозичені в українську мову звертання до жінки з різних європейських мов: мадемуазе́ль (з французької), ле́ді (з англійської), фра́у (з німецької). Ці слова вживають як екзотизми для надання колориту чи відтворення чужоземного середовища в художніх творах. Вони не повністю засвоєні українською мовою, про що свідчить їхня невідмінювана форма. Крім того, про їхній ще іншомовний характер свідчить розташування наголосу, притаманне мовам, з яких ці слова запозичені.
Залежно від того, якого походження слово (зворот), розрізняють латинізми (з латинської), англіцизми (з англійської), галліцизми (з французької), германізми (з німецької), грецизми (з грецької), полонізми (з польської) та ін.
Варваризми вживаються переважно в описах життя і побуту інших народів для відтворення місцевого колориту, назв чужих реалій, звичаїв, запозичених понять (мадам, шериф, консьєрж, імпічмент, салам, харакірі). Використовуються також при передачі мовлення персонажа-іноземця. Часто служать засобом створення комічного ефекту, висміювання зловживань іншомовними словами (див. Макаронічна мова).
Іноді варваризмами називають лише ті слова, що трапляються у писемному мовленні в чужомовній графічній передачі (veto, dixi, homo sapiens, idée fixe, John Bull, niech zyje). Уживаються також як заголовки літературних творів («Boa constrictor» Івана Франка, «Contra spem spero!» Лесі Українки, «Persona grata» Михайла Коцюбинського, «Valse mélancolique» Ольги Кобилянської) і як вкраплення в їхні тексти. До варваризмів належать численні вислови з латинської мови, а саме: a priori (те, що передує досвіду), ad hoc (до речі), post scriptum (після написаного) і т. д.
Варваризми - слова, що не входять до складу лексичного складу мови.
Іноді використовуються для :
- відтворення місцевого колориту

- надання мовленню жартівливого/книжного/урочистого забарвлення

Можуть передаватись графічним засобом мовного джерела.
Приклади варваризмів в українській мові : велкам, окей, шпрехай, ужастики, чайлдфрі, оупен, фейс, спікай, ріал лайф)

## Приклади
Яремо! герш-ту, хамів сину?— Тарас Шевченко «Гайдамаки»
У сільській убогій церкві 

грають Requiem органи, 

хор голосить Miserere, 

люд зітхає De profundis.— Леся Українка «Королівна»
— Як діла, дідусю? Драстуйте!
— Драстуйте! Діла? Діла - нічого! Діла, як казали оті песиголовці, — гут!— Остап Вишня «Зенітка»